# 동서교통 (인천)
동서교통(東西交通)은 인천광역시의 옛 시내버스 회사였고, 본사는 인천광역시 서구에 있었다.

## 연혁
- 1979년 : 제물포버스여객(현 인천제물포교통)의 자회사 대진운수 설립
- 2000년 : 제물포버스여객과 분리되면서 동서교통으로 사명 변경
- 2004년 : 부도로 폐업하였다. 동서교통이 폐업한 이후 41번은 시영운수 계열 세양운수(지금의 청룡교통)에서 인수운행, 42번과 42-1번은 영종운수에서 인수 뒤 노선조정 후 현재는 42번만 운행하며 42-1번은 2016년 폐지된 상태이다.

## 과거 운행노선
- 41번 : 율도 ↔ 석암초등학교 (계속 유지하였다가, 2016년 인천 버스 대개편으로 폐지되었으며 현재는 43번을 주력 노선으로 사용함)
- 42번 : 만수3지구 ↔ 율도 (영풍운수에서 인수하여 원창동 ↔ 만수3지구로 7번 단축된 노선을 매꾸어 주는 역할 및 재연장 해왔으나, 이용객 감소로 공항철도/KTX 검암역 ↔ 인천지하철 간석오거리역으로 노선 조정 후 운행중)
- 42-1번 : 경서동 서부공단 ↔ 동암북부역 (영풍운수에서 2004년 1월 인수 후 현재 청라우미린 ↔ 검암역으로 노선 조정 후 운행하였으나, 2016년 인천 버스 대개편으로 폐선)

## 특이 사항
- 강인여객, 경인여객, 제물포버스 출신 차량이 있다.[1]
- 단독 배차제 이후 38, 41, 42번에 대한 노선권을 가졌으나, 38번은 제물포버스의 21번과 함께 용현운수에 매각된 후에는 41번과 42번의 주력 노선으로 사용되었다.

## 같이 보기
- 제물포버스 - 과거 계열사
- 청룡교통 - 2016년에 폐지된 41번 버스와 관련이 있는 운수사